# بالاژ جوجاک
بالاژ جوجاک (مجاری: Balázs Dzsudzsák؛ زادهٔ ۲۳ دسامبر ۱۹۸۶) بازیکن فوتبال اهل مجارستان است.

## باشگاهی
از باشگاه‌هایی که در آن بازی کرده‌است می‌توان به دبرتسنی، پی‌اس‌وی، آنژی مخاچ‌قلعه، دینامو مسکو، بورسااسپور، الوحده و العین اشاره کرد.

## تیم ملی
وی همچنین در تیم ملی فوتبال مجارستان بازی کرده‌است.